# Rio Villalobos
Rio Villalobos é um rio centro-americano da Guatemala.